# Kaktuszökörszem
A kaktuszökörszem (Campylorhynchus brunneicapillus) a madarak osztályának verébalakúak (Passeriformes)  rendjébe és az ökörszemfélék (Troglodytidae) családjába tartozó faj.

## Rendszerezése
A fajt Frederic de Lafresnaye francia ornitológus írta le 1835-ben, a Picolaptes nembe Picolaptes brunneicapillus néven.

## Alfajai
- Campylorhynchus brunneicapillus sandigense (Rea, 1986) - Kalifornia délnyugati része és Alsó-Kalifornia északnyugati része
- Campylorhynchus brunneicapillus bryanti (Anthony, 1894) - Alsó-Kalifornia északi része
- Campylorhynchus brunneicapillus affinis (Xantus de Vesey, 1860) - Déli-Alsó-Kalifornia
- Campylorhynchus brunneicapillus bryanti (Anthony, 1894) - a Kaliforniai-félsziget keleti partvidéke mentén
- Campylorhynchus brunneicapillus purus (van Rossem, 1930) - a Kaliforniai-félsziget nyugati partvidéke mentén
- Campylorhynchus brunneicapillus seri (van Rossem, 1932) - Tiburón-sziget (a Kaliforniai-öbölben)
- Campylorhynchus brunneicapillus couesi (Sharpe, 1881) - az Amerikai Egyesült Államok délnyugati része és észak-Mexikó csatlakozó területei
- Campylorhynchus brunneicapillus brunneicapillus (Lafresnaye, 1835) - Sonora és Sinaloa
- Campylorhynchus brunneicapillus guttatus (Gould, 1837) - közép-Mexikó

## Előfordulása
Az Amerikai Egyesült Államok délnyugati részén és Mexikó területén honos. Természetes élőhelyei a szubtrópusi vagy trópusi sivatagok és félsivatag, tüskés kaktuszok és cserjések. Állandó, nem vonuló faj.

## Megjelenése
Testhossza 19 centiméter, szárnyfesztávolsága 27-28 centiméter, testtömege 32-47 gramm.
|  |

## Életmódja
A talajon keresgéli rovarokból álló táplálékát.

## Szaporodása
Kaktuszra, tövises bokorra készíti gömb alakú fészkét, melynek oldalbejárata is van. Fészekalja 5-6 tojásból áll.
|  |

## Természetvédelmi helyzete
Az elterjedési területe rendkívül nagy, egyedszáma ugyan csökken, de még nem éri el a kritikus szintet. A Természetvédelmi Világszövetség Vörös listáján nem fenyegetett fajként szerepel.